# Space Launch System
Space Launch System (Sistemul de lansare spațială), abreviat ca SLS, este un vehicul de lansare supergreu american, dezvoltat de NASA începând cu 2011. Prima lansare, denumită Artemis 1, a avut loc lae 16 noiembrie 2022, de la Centrul Spațial Kennedy. Acesta înlocuiește vehiculele de lansare Ares I și Ares V, care au fost anulate împreună cu restul programului Constellation, un program anterior care avea ca scop revenirea pe Lună. SLS este destinată să devină succesoarea lui Space Shuttle, care a fost retrasă și vehiculul principal de lansare al planurilor NASA de explorare în spațiul adânc în anii 2020. SLS are cea mai mare capacitate de încărcătură utilă dintre orice vehicul de lansare operațional în prezent și a treia cea mai mare capacitate a oricărei rachete care a ajuns vreodată pe orbită, după Energhiia și Saturn V. Zborurile lunare cu echipaj sunt planificate ca parte a programului Artemis, ceea ce duce la o posibilă misiune umană pe Marte. SLS este dezvoltat în trei faze majore, cu capacități în creștere: Block 1, Block 1B și Block 2. Vehiculele de lansare SLS Block 1 urmează să lanseze primele trei misiuni Artemis și  cinci zboruri ulterioare SLS sunt planificate să folosească Block 1B, după care toate zborurile vor folosi Block 2.
SLS a fost proiectat în mod explicit pentru a lansa nava spațială Orion și pentru a utiliza operațiunile terestre și instalațiile de lansare de la Centrul Spațial Kennedy al NASA din Florida. Se estimează că Artemis va folosi cel mult un SLS în fiecare an până cel puțin în 2030. SLS este lansat exclusiv de la LC-39B la Centrul Spațial Kennedy.
Prima lansare a fost inițial mandatată de Congres pentru decembrie 2016,  dar a fost amânată de cel puțin cincisprezece ori, adăugând mai mult de cinci ani la programul inițial de șase ani.
După primele patru misiuni Artemis, NASA intenționează să transfere producția și lansarea Space Launch System către Deep Space Transport LLC, un joint venture între Boeing și Northrop Grumman.

## Descriere
SLS este un vehicul de lansare derivat din Space Shuttle. Prima treaptă a rachetei este alimentată de o treaptă centrală și două boostere externe cu combustibil solid. Toate blocurile SLS au un design de bază comun, în timp ce diferențele sunt la treptele superioare și boostere.

### Treapta centrală

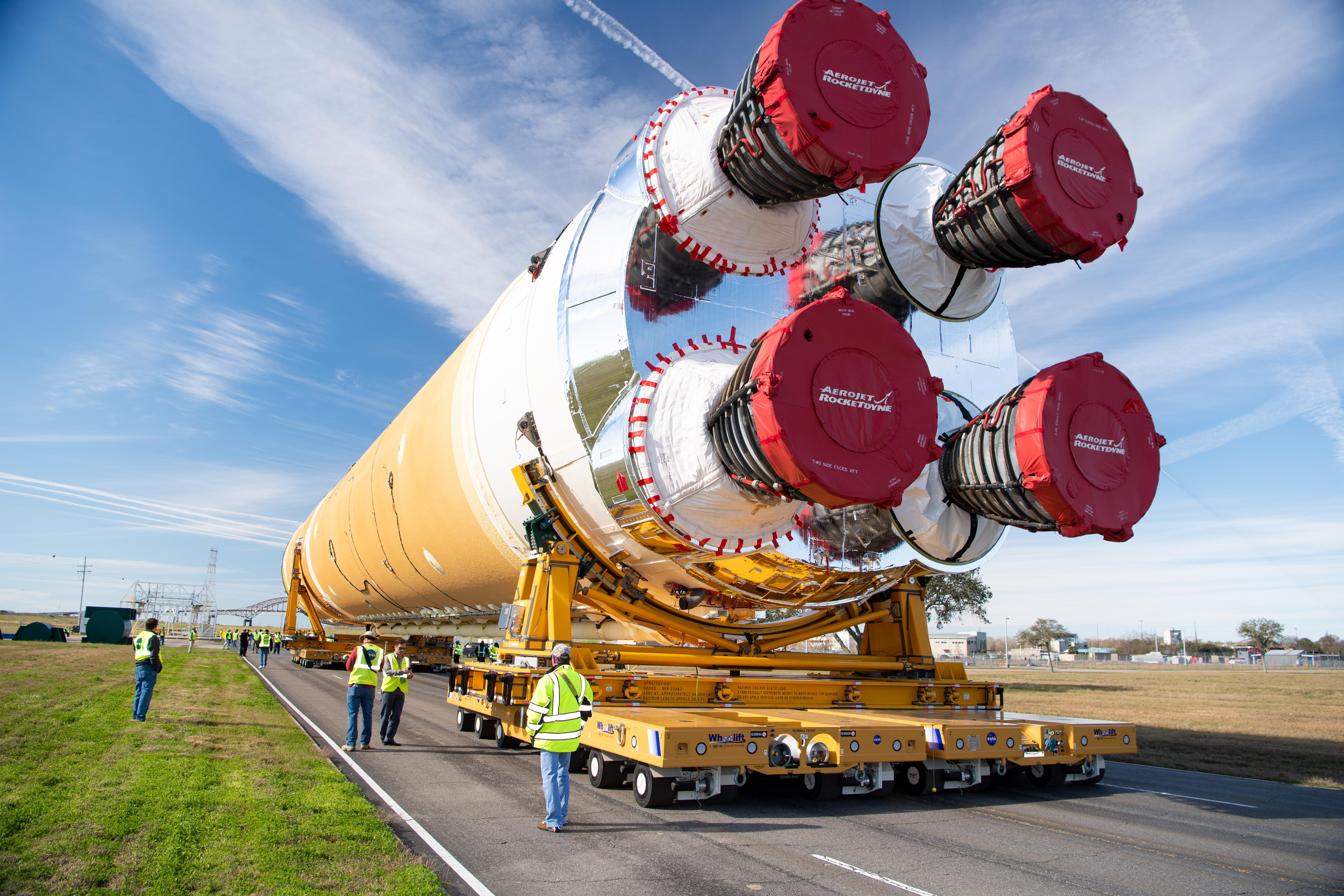
Prima treaptă a lansatorului SLS destinat lansării misiunii Artemis 1 iese din fabrica Michoud.

Împreună cu boosterele, treapta centrală este responsabilă pentru propulsarea treptei superioare și a încărcăturii utile din atmosferă și accelerarea până la viteza aproape orbitală. Conține rezervoare de combustibil cu hidrogen lichid și oxigen lichid pentru faza de ascensiune și sistemul principal de propulsie (MPS). MPS este responsabil pentru alimentarea celor patru motoare RS-25  cu combustibil și oxidant, articularea motoarelor folosind actuatoare hidraulice și presurizarea rezervoarelor de combustibil prin presurizare autogenă.
Treapta centrală asigură aproximativ 25% din forța vehiculului la decolare. Treapta are 65 m lungime și 8,4 m în diametru și este atât din punct de vedere structural, cât și vizual similar cu rezervorul extern al Space Shuttle. Primele patru zboruri vor folosi și cheltui fiecare câte patru dintre cele șaisprezece motoare RS-25D rămase de la misiunile anterioare ale Space Shuttle. Aerojet Rocketdyne modifică aceste motoare cu controlere modernizate, limite mai mari ale accelerației, precum și izolație pentru temperaturile ridicate pe care le va experimenta secțiunea de motor datorită poziției lor adiacente boosterelor. Zborurile ulterioare vor folosi o variantă optimizată a motoarelor RS-25, numită RS-25E, care va reduce costurile per motor cu peste 30%. Forța fiecărui motor RS-25D a fost mărită de la 2.188 kN ca la Space Shuttle, la 2.281 kN pe cele șaisprezece motoare modernizate. RS-25E va crește și mai mult tracțiunea per motor la 2.321 kN.

### Boostere
Blocurile 1 și 1B ale SLS sunt planificate să utilizeze două boostere cu cinci segmente cu combustibil solid. Ele oferă cu aproximativ 25% mai mult impuls total decât boosterele Shuttle dar nu vor fi recuperate după utilizare deoarece nu au sistem de recuperare prin parașutare.
Stocul de boostere SLS Block 1 la 1B este limitat de numărul de carcase rămase din programul Shuttle, care permite opt zboruri ale SLS. La 2 martie 2019, a fost anunțat programul Booster Obsolescence and Life Extension (BOLE). Acest program va dezvolta noi boostere care urmează să fie construite de Northrop Grumman Space Systems, pentru alte zboruri SLS, marcând începutul Blocului 2. Se estimează că aceste noi boostere vor crește încărcătura utilă a Block 2 la 130 t pentru orbita joasă a Pământului și cel puțin 46 t la injecția translunară. Programul BOLE este în curs de dezvoltare intensă, prima lansare fiind așteptată în 2024.

### Trepte superioare
Treapta de propulsie criogenică intermediară (ICPS – Interim Cryogenic Propulsion Stage) este planificată să zboare pe Artemis 1, 2 și 3 ca treaptă superioară a SLS Block 1. Este alimentată de un singur motor RL10. Primul ICPS va folosi varianta RL10B-2, în timp ce al doilea și al treilea ICPS vor folosi varianta RL10C-2. Block 1 este proiectat să fie capabil să ridice 95 t pe orbita joasă a Pământului (LEO) în această configurație, inclusiv greutatea ICPS ca parte a încărcăturii utile. În momentul separării treptei centrale SLS, Artemis 1 va călători pe o traiectorie suborbitală inițială de 1.806 pe 30 km. Această traiectorie va asigura eliminarea în siguranță a treptei centrale. ICPS va efectua apoi inserția orbitală și o ardere ulterioară prin injecție translunară pentru a trimite capsula Orion spre Lună.
Treapta superioară de explorare (EUS – Exploration Upper Stage) este planificată să zboare pe Artemis 4. EUS va finaliza faza de ascensiune SLS și apoi se va reaprinde pentru a-și trimite încărcătura utilă către destinații dincolo de LEO. Se așteaptă să fie utilizată de Block 1B și Block 2. EUS va fi alimentată de patru motoare RL10C-3. În cele din urmă, va fi modernizată pentru a utiliza patru motoare RL10C-X îmbunătățite. Boeing dezvoltă un nou rezervor de combustibil pe bază de compozit pentru EUS, care va crește capacitatea totală a încărcăturii utile a blocului 1B la TLI (injecție translunară) cu 30%. Treapta superioară îmbunătățită a fost inițial numită Treapta superioară cu dublă utilizare (DUUS), dar mai târziu a fost redenumită Treapta superioară de explorare (EUS) datorită faptului că DUUS sună ca limbaj obscen în japoneză.

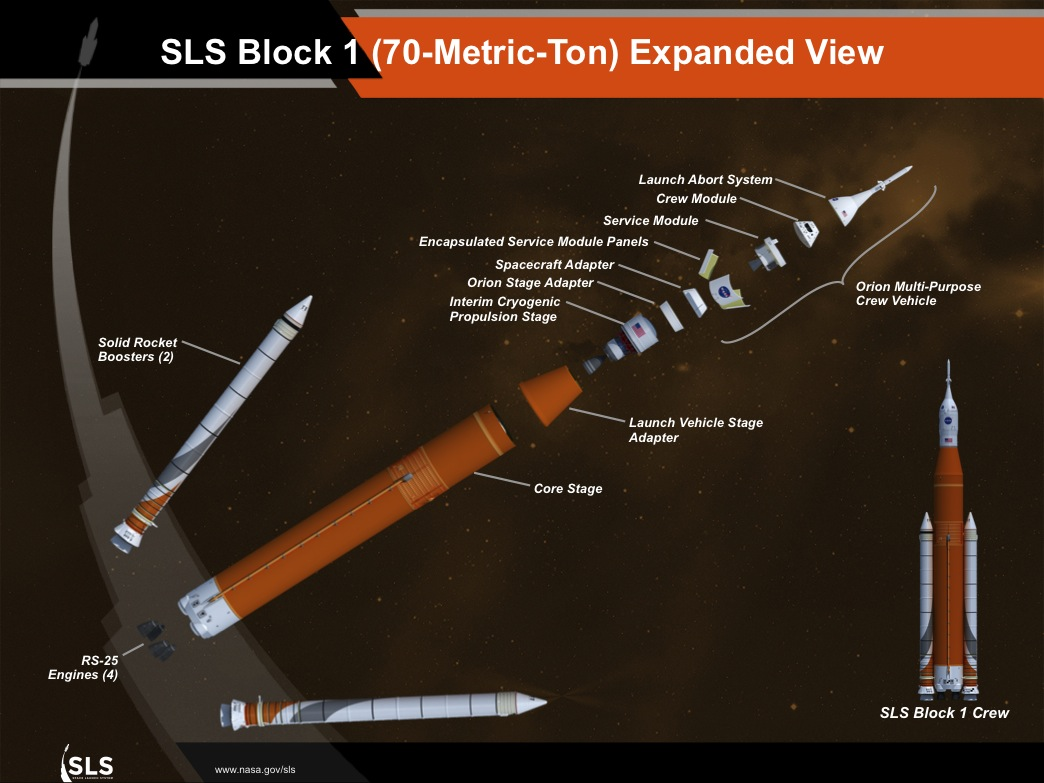
Configurație Block 1
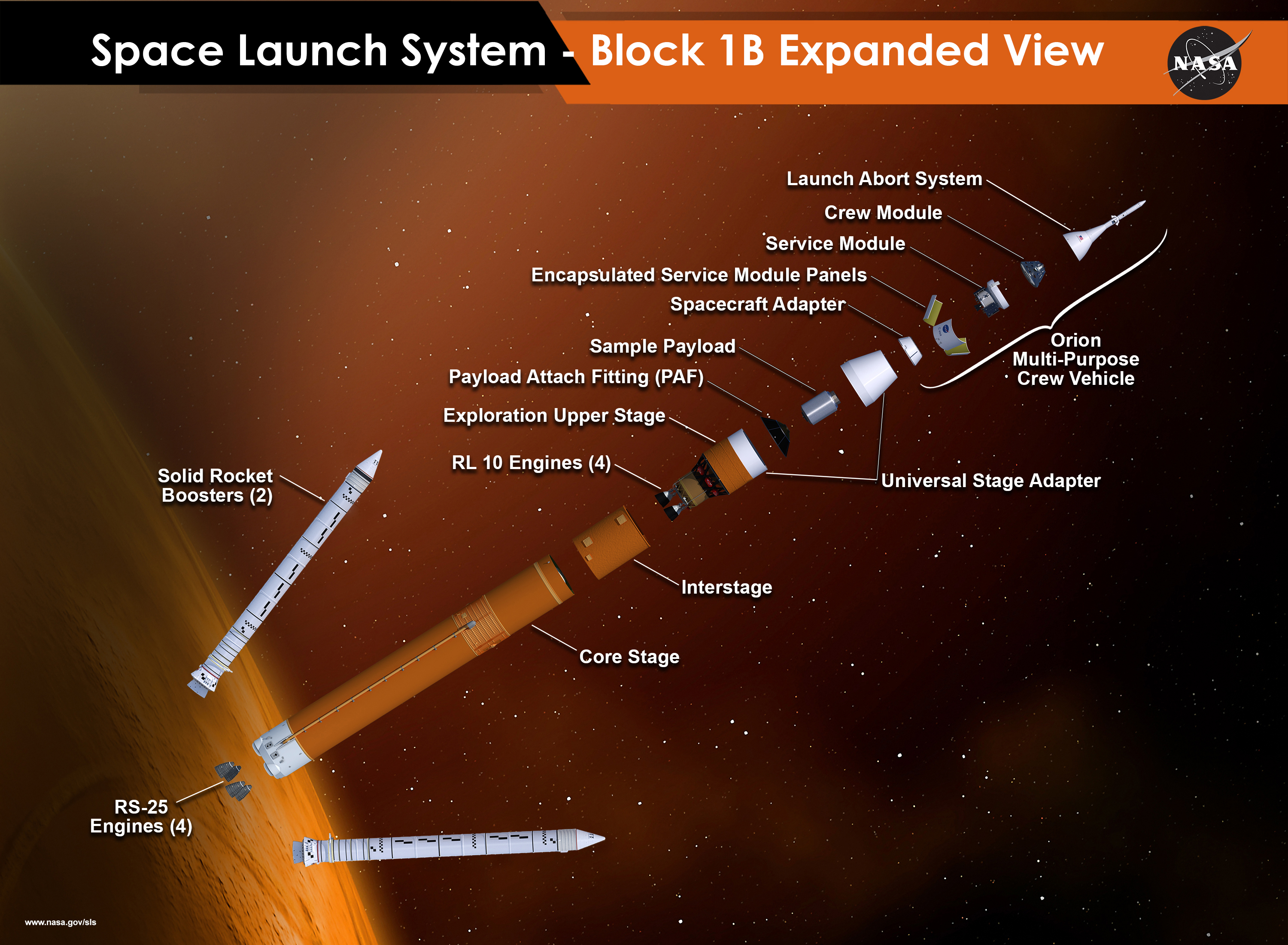
Configurație Block 1B
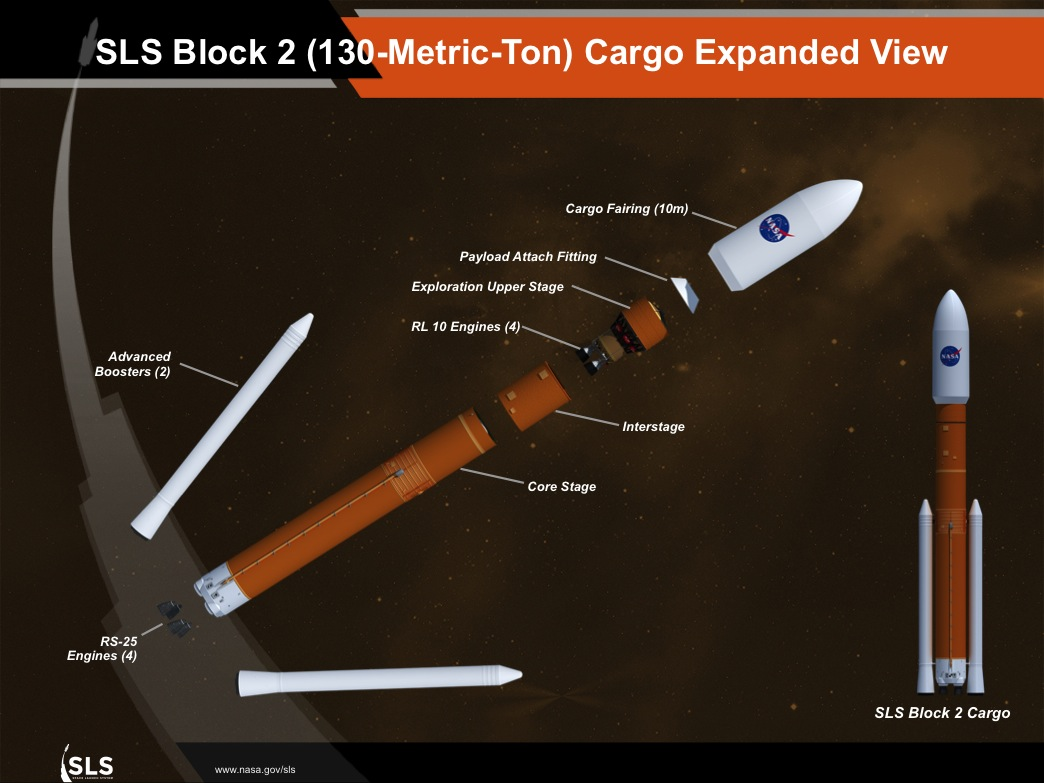
Configurație Block 2